# 오메기술
오메기술은 대한민국 제주특별자치도 지역에서 좁쌀로 빚은 탁주이다. 성읍민속마을오메기술(城邑民俗마을오메기술)이 1990년 5월 30일 제주특별자치도의 무형문화재 제3호로 지정되었다.
맛의 방주에 등재되어 있다.

## 개요
제주도는 논이 매우 귀한 섬이라 쌀로 술을 빚지 않으며, 술의 재료는 밭곡식인 ‘조’다. 제주도는 근래까지도 청주나 소주를 좁쌀로 빚는 것이 정통으로 되어 있는 것으로 보아 좁쌀로 술을 빚어 온 역사는 조의 경작만큼 오래되었다.
제주도에서는 좁쌀로 탁주와 청주 등을 빚어 왔는데 탁주를 두고 ‘오메기술’이라고 한다. 오메기술은 탁주를 만드는 술떡의 이름인 ‘오메기’에서 비롯된 것으로 이 떡으로 만든 술이라는 의미를 갖는다. 오메기술을 만드는 데는 여러 단계를 거쳐야 한다. 보통 40되들이 밑술을 담는데 메좁쌀 12되와 누룩을 만들 밀과 보리 10되어가 든다. 술은 언제라도 빚을 수 있지만 24절기 중 상강(음력 10월 24일)이 지나서 새좁쌀로 빚어야 좋다. 성읍민속마을 오메기술은 기능보유자 김을정씨에 의해 전승되고 있다.

## 전승자
| 구분   | 성명 (생년월일)      | 성별 | 기예능  | 주소                           | 인정·해제일자   | 비고 |
| ------ | -------------------- | ---- | ------- | ------------------------------ | --------------- | ---- |
| 보유자 | 강경순 (1956. 3.19.) | 여   | 술 제조 | 서귀포시 성읍정의현로 56번길 5 | 2019.11.22 인정 |      |

## 같이 보기
- 제주 성읍마을